# Hystrix javanica
Espèce
Statut de conservation UICN

 LC  : Préoccupation mineure
Hystrix javanica, est une espèce de mammifères rongeurs de la famille des Hystricidae. Ce porc-épic est endémique d'Indonésie.
Cette espèce a été décrite pour la première fois en 1823 par le zoologiste français Frédéric Cuvier (1773-1838), frère du célèbre naturaliste Georges Cuvier.
Classée par des auteurs comme Van Weers (1979) dans le sous-genre Hystrix (Acanthion), son nom scientifique est alors noté Hystrix (Acanthion) javanica.